# Psydrinae
Psydrinae LeConte, 1853 è una sottofamiglia di coleotteri della famiglia Carabidae.

## Tassonomia
La sottofamiglia comprende i seguenti generi:
- Amblytelus Erichson, 1842
- Bembidiomorphum Champion, 1918
- Celanida Castelnau, 1867
- Dystrichothorax Blackburn, 1892
- Epelyx Blackburn, 1892
- Gehringia Darlington, 1933
- Helenaea Schatzmayr & Koch, 1934
- Laccocenus Sloane, 1890
- Mecyclothorax Sharp, 1903
- Melisodera Westwood, 1835
- Meonis Castelnau, 1867
- Meonochilus Liebherr & Marris, 2009
- Molopsida White, 1846
- Moriodema Castelnau, 1867
- Moriomorpha Castelnau, 1867
- Neonomius Moore, 1963
- Nomius Laporte, 1835
- Paratrichothorax Baehr, 2004
- Pseudamblytelus Baehr, 2004
- Psydrus LeConte, 1846
- Pterogmus Sloane, 1920
- Raphetis Moore, 1963
- Rhaebolestes Sloane, 1903
- Rossjoycea Liebherr, 2011
- Selenochilus Chaudoir, 1878
- Sitaphe Moore, 1963
- Teraphis Castelnau, 1867
- Theprisa Moore, 1963
- Trephisa Moore, 1963
- Trichamblytelus Baehr, 2004
- Tropopterus Solier, 1849